# Proserpinicaris cruzi
Proserpinicaris cruzi is een eenoogkreeftjessoort uit de familie van de Parastenocarididae. De wetenschappelijke naam van de soort is voor het eerst geldig gepubliceerd in 1969 door Noodt & Galhano.